# No Fixed Address
No Fixed Address (переводится как «Без постояного жительства») — восьмой студийный альбом канадской рок-группы Nickelback, выпущенный 17 ноября 2014 года. Выпуску альбома предшествовал сингл «Edge of a Revolution», который был издан 18 августа 2014 года. Является первым альбомом группы, изданным на лейбле Republic Records. 
ОБЛОЖКА альбома показывает планету земля и солнце

## Списоккомпозиций
| №  | Название                     | Длительность |
| -- | ---------------------------- | ------------ |
| 1  | «Million Miles An Hour»      | 4:10         |
| 2  | «Edge Of A Revolution»       | 4:03         |
| 3  | «What Are You Waiting For?»  | 3:38         |
| 4  | «She Keeps Me Up»            | 3:57         |
| 5  | «Make Me Believe Again»      | 3:33         |
| 6  | «Miss You»                   | 4:02         |
| 7  | «Get 'Em Up»                 | 3:53         |
| 8  | «The Hammer's Coming Down»   | 4:24         |
| 9  | «Satellite»                  | 3:57         |
| 10 | «Sister Sin»                 | 3:25         |
| 11 | «She's Got Me Runnin' Round» | 4:05         |